# Keikyū Kurihama-Linie
| Triebzug der Baureihe 2100 in Misakiguchi |                                          |                              |                   |
| Streckenlänge: | 13,4 km                                  |                              |                   |
| Spurweite: | 1435 mm (Normalspur)                     |                              |                   |
| Stromsystem: | 1500 V =                                 |                              |                   |
| Streckengeschwindigkeit: | 110 km/h                                 |                              |                   |
| Zweigleisigkeit: | Horinouchi–Kurihama Nagasawa–Miurakaigan |                              |                   |
| |                                          |                              |                   |
| Gesellschaft: | Keikyū                                   |                              |                   |
| \| \| 0,0 \| Horinouchi (堀ノ内) \| 1930– \| \| \| \| ↑→ Keikyū-Hauptlinie \| 1930– \| \| \| 0,8 \| Shin-Ōtsu (新大津) \| 1942– \| \| \| 1,7 \| Kitakurihama (北久里浜) \| 1942– \| \| \| \| Yokosuka-Autobahn \| \| \| \| \| \| \| \| \| \| keikyu fine-tec \| \| \| \| \| Hirasaku-gawa \| \| \| \| \| ← Yokosuka-Linie \| 1944– \| \| \| \| Kurihama (久里浜) \| \| \| \| 4,5 \| Keikyū Kurihama (京急久里浜) \| 1942– \| \| \| \| \| \| \| \| 7,2 \| YRP Nobi (YRP野比) \| 1963– \| \| \| \| (2 Tunnel) \| \| \| \| 8,5 \| Keikyū Nagasawa (京急長沢) \| 1966– \| \| \| \| \| \| \| \| 9,7 \| Tsukuihama (津久井浜) \| 1966– \| \| \| 11,2 \| Miurakaigan (三浦海岸) \| 1966– \| \| \| 13,4 \| Misakiguchi (三崎口) \| 1975– \| \| \| \| geplanter Abschnitt \| \| \| \| \| Aburatsubo (油壺) \| \| |                                          |                              |                   |
| Bahnhof | 0,0                                      | Horinouchi (堀ノ内)          | 1930–             |
| Abzweig geradeaus und nach links |                                          | ↑→ Keikyū-Hauptlinie         | 1930–             |
| Haltepunkt / Haltestelle | 0,8                                      | Shin-Ōtsu (新大津)           | 1942–             |
| Haltepunkt / Haltestelle | 1,7                                      | Kitakurihama (北久里浜)      | 1942–             |
| |                                          | Yokosuka-Autobahn            |                   |
| |                                          |                              |                   |
| Strecke · Betriebsstelle Streckenende |                                          | keikyu fine-tec              | keikyu fine-tec   |
| Brücke über Wasserlauf |                                          | Hirasaku-gawa                | Hirasaku-gawa     |
| Strecke von rechts · Strecke |                                          | ← Yokosuka-Linie             | 1944–             |
| Kopfbahnhof Streckenende · Strecke |                                          | Kurihama (久里浜)            | Kurihama (久里浜) |
| Bahnhof | 4,5                                      | Keikyū Kurihama (京急久里浜) | 1942–             |
| Tunnel |                                          |                              |                   |
| Bahnhof | 7,2                                      | YRP Nobi (YRP野比)           | 1963–             |
| Tunnel |                                          | (2 Tunnel)                   | (2 Tunnel)        |
| Bahnhof | 8,5                                      | Keikyū Nagasawa (京急長沢)   | 1966–             |
| Tunnel |                                          |                              |                   |
| Haltepunkt / Haltestelle | 9,7                                      | Tsukuihama (津久井浜)        | 1966–             |
| Bahnhof | 11,2                                     | Miurakaigan (三浦海岸)       | 1966–             |
| Bahnhof | 13,4                                     | Misakiguchi (三崎口)         | 1975–             |
| |                                          | geplanter Abschnitt          |                   |
| Kopfbahnhof Streckenende (Strecke außer Betrieb) |                                          | Aburatsubo (油壺)            | Aburatsubo (油壺) |

Die Keikyū Kurihama-Linie (jap. 京急久里浜線, Keikyū Kurihama-sen) ist eine Eisenbahnstrecke auf der japanischen Insel Honshū, die von der Bahngesellschaft Keikyū betrieben wird. Sie verbindet den südlichen Teil der Miura-Halbinsel mit der nach Yokohama führenden Keikyū-Hauptlinie.

## Streckenbeschreibung
Die 13,4 km lange und zum Teil zweigleisig ausgebaute Strecke führt von Yokosuka nach Miura, entlang der Ostküste der Miura-Halbinsel an der Bucht von Tokio. Sie ist mit 1500 V Gleichspannung elektrifiziert und bedient neun Bahnhöfe (einschließlich der beiden Endstationen). Die Gleise sind in der Normalspur von 1435 mm verlegt, die in Japan – abgesehen vom Shinkansen-Hochgeschwindigkeitsnetz – selten vorkommt (üblich ist die Kapspur von 1067 mm). Die Höchstgeschwindigkeit beträgt 110 km/h.
Nördlicher Ausgangspunkt ist der Bahnhof Horinouchi, wo die Keikyū Kurihama-Linie von der Keikyū-Hauptlinie abzweigt. Die Strecke führt zunächst südwärts und stößt bei Kitakurihama auf die Yokosuka-Linie von JR East, zu der sie rund anderthalb Kilometer weit parallel verläuft. Die Bahnhöfe Keikyū Kurihama und Kurihama sind etwa 200 Meter voneinander entfernt, betrieblich aber nicht miteinander verbunden. Zwischen Keikyū Kurihama und Keikyū Nagasawa ist die Strecke eingleisig. In diesem Bereich befindet sich der Bahnhof YRP Nobi, der den auf Telekommunikation spezialisierten Wissenschaftspark Yokosuka Research Park erschließt. Zwischen Nagasawa und Miurakaigan folgt ein weiterer zweigleisiger Streckenabschnitt, der parallel zur Küste in südöstlicher Richtung verläuft. Zwischen Miurakaigan und dem Endbahnhof Misakiguchi ist die Strecke erneut eingleisig.

## Züge
Tagsüber wird auf der Kurihama-Linie ein fester Zehn-Minuten-Takt angeboten, während der Hauptverkehrszeit fahren die Züge in der jeweiligen Lastrichtung sogar alle fünf Minuten. Dabei werden fast sämtliche Züge in Horinouchi auf die Keikyū-Hauptlinie weitergeleitet oder kommen von dort her. Zu einem großen Teil bestehen umsteigefreie Verbindungen bis nach Shinagawa im Zentrum Tokios und von dort weiter auf der Asakusa-Linie der U-Bahn Tokio. Grundsätzlich halten die Züge an allen Bahnhöfen der Kurihama-Linie. Ausnahme sind die Morning Wing (モーニング・ウィング号); dabei handelt es sich um zuschlags- und reservierungspflichtige Schnellzüge ab Miurakaigan, die auf dem Weg nach Tokio nur an wenigen Bahnhöfen einen Zwischenhalt einlegen. Die in der Gegenrichtung verkehrenden Evening Wing (イブニング・ウィング号) halten ab Horinouchi an allen Bahnhöfen bis Misakiguchi.

## Geschichte
Die Bahngesellschaft Shōnan Denki Tetsudō besaß die Genehmigung für die Errichtung einer ringförmigen Bahnstrecke entlang der Bucht von Tokio zur Südspitze der Miura-Halbinsel und weiter entlang der Sagami-Bucht nach Zushi. Zwar ließ sie mehrmals die Gültigkeitsdauer der Genehmigung verlängern, kam aber wegen finanzieller Probleme anderthalb Jahrzehnte lang nicht dazu, die Bauarbeiten überhaupt zu beginnen. Sie beschränkte sich schließlich auf das Teilstück entlang der Ostküste der Halbinsel. Noch während der Bauarbeiten ging die Bahngesellschaft am 1. November 1941 in der Keihin Denki Tetsudō auf, die ihrerseits ab 1. Mai 1942 unter dem Dach des Daitōkyū-Konglomerats stand. Sieben Monate später, am 1. Dezember 1942, folgte die Eröffnung des ersten eingleisigen Abschnitts der Kurihama-Linie von Horinouchi nach Keikyū Kurihama.
Zwei Jahre nach dem Ende des Pazifikkriegs beschlossen die Daitōkyū-Aktionäre am 26. November 1947 an einer außerordentlichen Versammlung, das finanziell angeschlagene Konglomerat durch Ausgründungen aufzulösen. Am 1. Juni 1948 nahm die Keihin Denki Tetsudō ihre Geschäftstätigkeit unter dem neuen Namen Keihin Kyūkō Dentetsu (abgekürzt Keikyū) wieder auf. In zwei Etappen baute sie die Strecke zweigleisig aus: am 15. Juni 1954 zwischen Horinouchi und Kitakurihama sowie am 15. März 1959 bis Keikyū Kurihama. In der Zwischenzeit führte sie am 25. Juni 1954 auf der Kurihama-Linie als erste japanische Bahngesellschaft das signalgeführte Betriebsverfahren CTC (Centralized traffic control) ein.

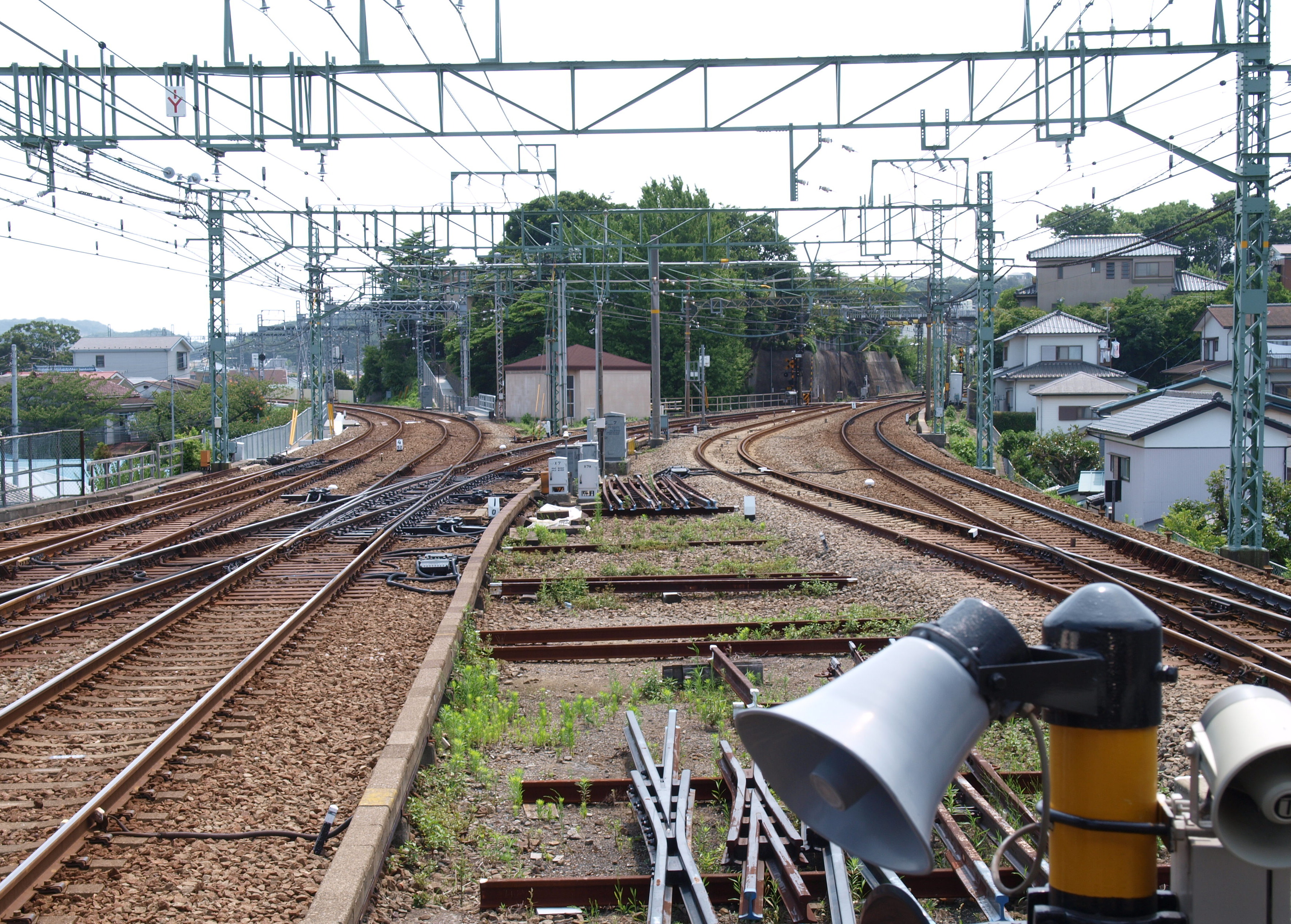
Verzweigung bei Horinouchi

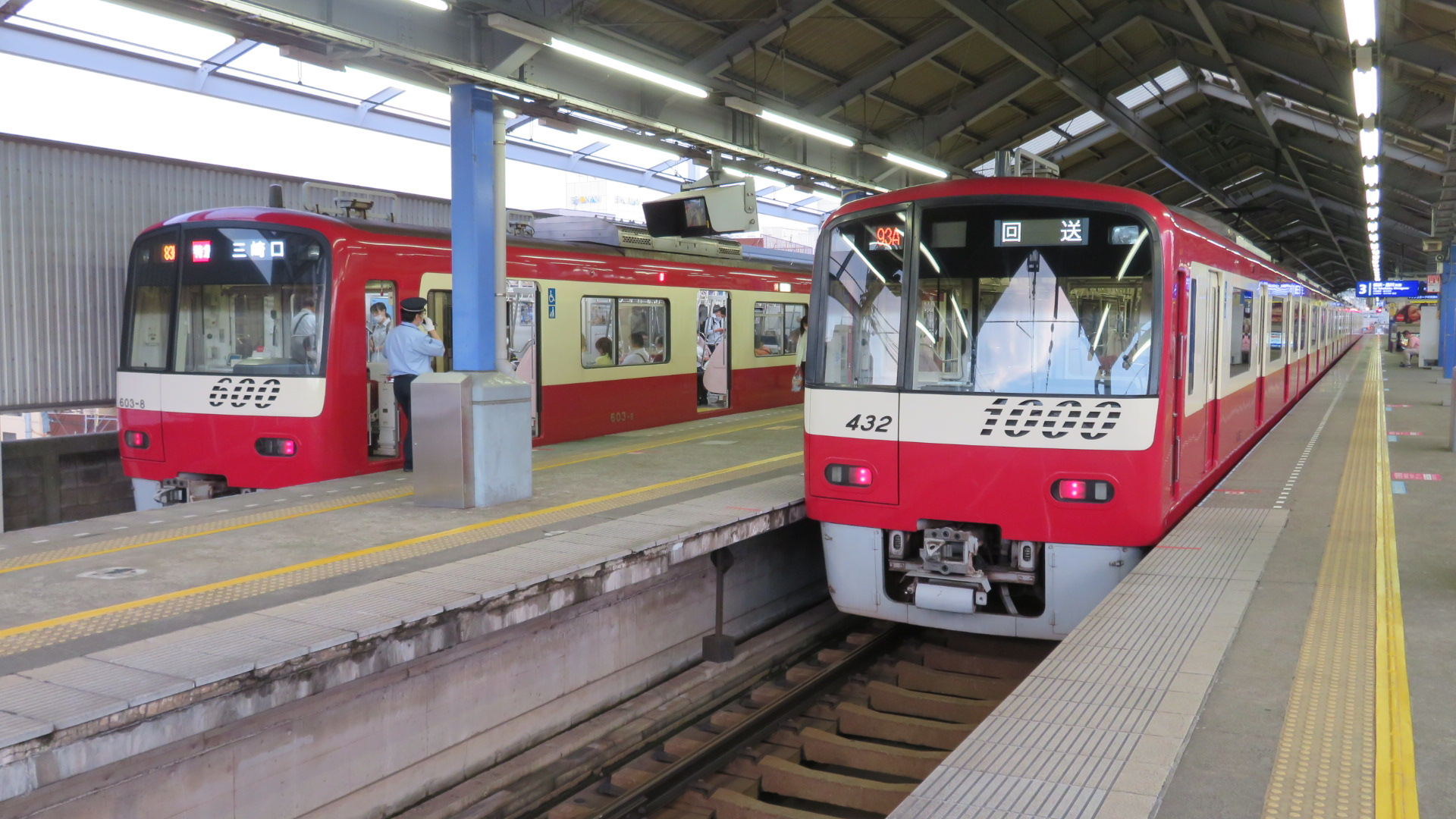
Züge in Keikyū Kurihama

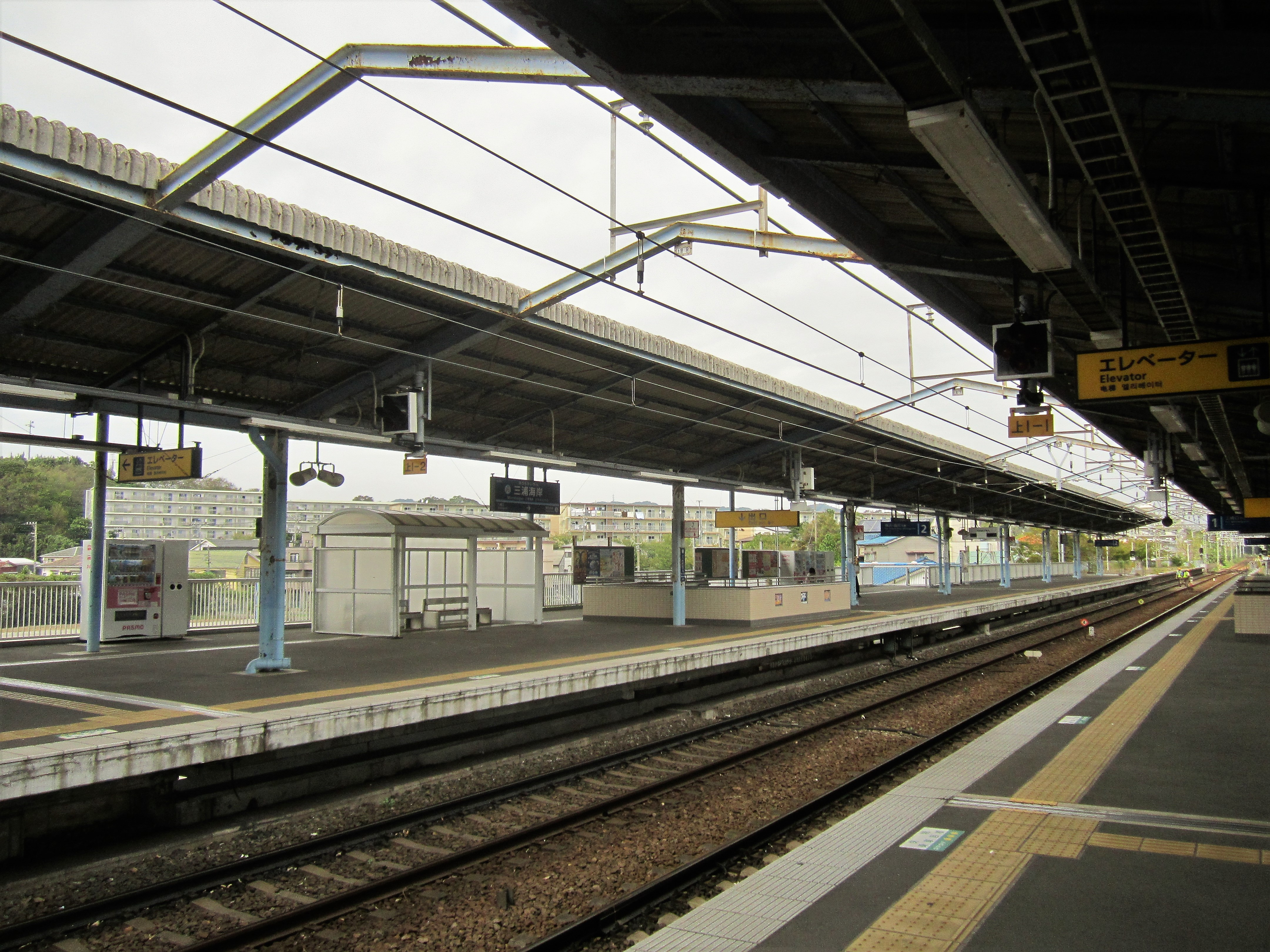
Bahnhof Miurakaigan

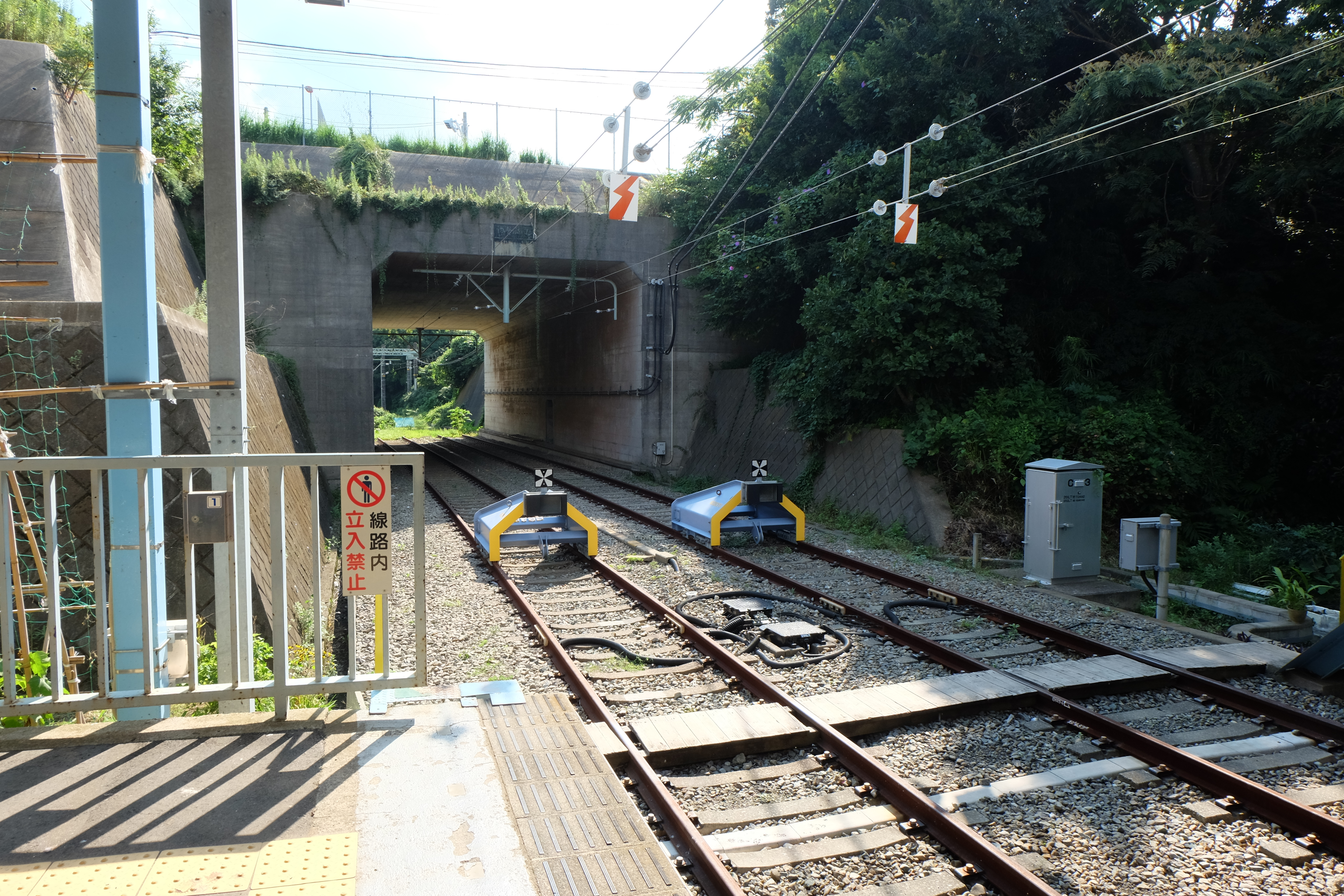
Streckenende bei Misakiguchi

Im folgenden Jahrzehnt nahm die Keikyū drei kurze Abschnitte in Betrieb, die von Anfang zweigleisig ausgebaut waren: am 1. November 1963 von Keikyū Kurihama nach Nobi (heute YRP Nobi), am 27. März 1966 von Nobi nach Tsukuihama und am 7. Juli 1966 von Tsukuihama nach Miurakaigan (nur der Streckenabschnitt Tsukuihama–Miurakaigan war zweigleisig). Daraufhin wollte die Keikyū die Strecke bis zum Hafen von Misaki an der Südspitze der Halbinsel verlängern und somit die jahrzehntealten Planungen der Shōnan Denki Tetsudō in die Tat umsetzen. Da sich der Grunderwerb im überbauten Gebiet als sehr schwierig erwies, entschloss sich die Bahngesellschaft 1970 dazu, die Strecke nur bis zur Bucht von Aburatsubo zu verlängern. Dort war zwei Jahre zuvor das Großaquarium Keikyu Aburatsubo Marine Park eröffnet worden.
Der aufwändige Grunderwerb zog die Bauarbeiten in die Länge. Außerdem erklärte die Regierung die Gegend um die Aburatsubo-Bucht zu einem Landschaftsschutzgebiet, was die Genehmigungsverfahren zusätzlich verkomplizierte. Schließlich beschloss die Bahngesellschaft den Abbruch der Bauarbeiten. Zu diesem Zeitpunkt reichte der fertiggestellte Teil etwa 2,2 km weit bis zur Brücke der Nationalstraße 134. Dort wurde der – wie es damals schien – provisorische Endbahnhof Misakiguchi errichtet, wohin die Züge ab dem 26. April 1975 fuhren. Die vorerst letzte Ausbaumaßnahme war die Inbetriebnahme der Doppelspur auf dem Abschnitt zwischen Keikyū Nagasawa und Tsukuihama. Der Rat für Verkehrspolitik des MLIT empfahl in einem 2015 veröffentlichten Bericht, den fehlenden Abschnitt nach Aburatsubo doch noch zu bauen. Dagegen regte sich aber Widerstand von Umweltschützern, da die Trasse durch den geschützten Koajiro-Wald führen würde. Zudem scheint auch die Keikyū den Plan nicht mehr weiterzuverfolgen, zumal die Einwohnerzahl mittlerweile zurückgegangen ist und 2016 ein großes Wohnbauprojekt scheiterte, sodass die Rentabilität des Vorhabens fraglich scheint.

## Liste der Bahnhöfe
| Name | Name                         | km   | Anschlusslinien                  | Lage   | Ort      |
| ---- | ---------------------------- | ---- | -------------------------------- | ------ | -------- |
| KK61 | Horinouchi (堀ノ内)          | 00,0 | Keikyū-Hauptlinie                | Koord. | Yokosuka |
| KK65 | Shin-Ōtsu (新大津)           | 00,8 |                                  | Koord. | Yokosuka |
| KK66 | Kitakurihama (北久里浜)      | 01,7 |                                  | Koord. | Yokosuka |
| KK67 | Keikyū Kurihama (京急久里浜) | 04,5 | im Bhf. Kurihama: Yokosuka-Linie | Koord. | Yokosuka |
| KK68 | YRP Nobi (YRP野比)           | 07,2 |                                  | Koord. | Yokosuka |
| KK69 | Keikyū Nagasawa (京急長沢)   | 08,5 |                                  | Koord. | Yokosuka |
| KK70 | Tsukuihama (津久井浜)        | 09,7 |                                  | Koord. | Yokosuka |
| KK71 | Miurakaigan (三浦海岸)       | 11,2 |                                  | Koord. | Miura    |
| KK72 | Misakiguchi (三崎口)         | 13,4 |                                  | Koord. | Miura    |